# Fritz Schwab
Erich Arthur Fritz Schwab, född 31 december 1919 i Berlin, död 24 november 2006, var en schweizisk friidrottare.
Schwab blev olympisk silvermedaljör på 10 kilometer gång vid sommarspelen 1952 i Helsingfors.